# Maxim (mitragliatrice)
La mitragliatrice Maxim è il primo modello funzionante di arma automatica portatile.

## Sviluppo
Deve il suo nome all'inventore americano Hiram Maxim che la inventò nel 1885. La prima arma automatica portatile (che nella sua prima versione richiedeva 4-6 uomini per il maneggio) mostrò nei primi test una capacità di fuoco massima di 500 colpi al minuto, il che la rendeva un'arma devastante. A differenza di altri modelli come la mitragliatrice Gatling, sfruttava il rinculo per espellere la cartuccia esplosa e camerarne un'altra anziché richiedere un uomo al meccanismo a manovella. L'arma fu adottata dall'esercito inglese nel 1889 ed ebbe il suo battesimo del fuoco nel 1894 nella guerra dei Matabele, contro una tribù Zulu insorta. In uno scontro, 50 uomini riuscirono a mettere in fuga 5000 guerrieri con solo 4 Maxim. Fu ben presto adottata da quasi tutte le forze militari europee e contribuì alla velocissima colonizzazione dell'Africa alla fine del XIX secolo.
A testimonianza del ruolo assunto dalla Maxim in queste vicende si può citare l'epigramma coniato da Hillaire Belloc
Successivamente furono molte le varianti di quest'arma e le copie più o meno fedeli da parte di altre nazioni. Intorno al 1912 l'Inghilterra introdusse la mitragliatrice Vickers (le ditte Vickers e Maxim si erano fuse). La versione tedesca Maschinengewehr 08 era dotata di un manicotto di raffreddamento pieno di acqua, avvolto intorno alla canna per offrire l'adeguato raffreddamento in condizioni di fuoco continuato. Poteva sparare fino a 2500 colpi prima che si dovesse cambiare la canna oppure sostituire i 4 litri di acqua contenuti nel manicotto. Il calibro era di 7,92 mm e usava nastri di munizioni da 250 colpi. Dopo che fu definitivamente abbandonata nel 1942, è tornata ad essere utilizzata dalle forze armate ucraine nel 2022, durante la guerra con la Federazione Russa.

## Versioni e derivate
- Vickers-Maxim (Regno Unito)
- Maschinengewehr 01 (Germania)
  - Maschinengewehr 08 e varianti
- Maschinengewehr Modell 1911 (Svizzera)
- PM M1910 (Russia)
  - Maxim–Tokarev
- Type 24 (Cina)
- Maxim M/09-21 (Finlandia)

## Utilizzatori
- Regno Unito
- Stati Uniti
- Impero russo
- Unione Sovietica
- Germania
- Germania
- Polonia
- Impero ottomano
- Italia
- Stato dei dervisci
- Regno di Serbia
- Finlandia
- Portogallo
- Ucraina (impiego operativo corrente nel conflitto russo-ucraino)